# Жанв'є 194
Жанв'є 194 (англ. Janvier 194) — індіанська резервація в Канаді, у провінції Альберта, у межах спеціалізованого муніципалітету Вуд-Баффало.

## Населення
За даними перепису 2016 року, індіанська резервація нараховувала 414 осіб, показавши зростання на 40,3%, порівняно з 2011-м роком. Середня густина населення становила 15,1 осіб/км².
З офіційних мов обидвома одночасно володіли 5 жителів, тільки англійською — 415. Усього 160 осіб вважали рідною мовою не одну з офіційних, з них усі — одну з корінних мов.
Працездатне населення становило 51,8% усього населення, рівень безробіття — 20,7%.

## Клімат
Середня річна температура становить 0,6°C, середня максимальна – 20,6°C, а середня мінімальна – -24,8°C. Середня річна кількість опадів – 477 мм.
| Клімат поселення                              | Клімат поселення | Клімат поселення | Клімат поселення | Клімат поселення | Клімат поселення | Клімат поселення | Клімат поселення | Клімат поселення | Клімат поселення | Клімат поселення | Клімат поселення | Клімат поселення | Клімат поселення |
| Показник                                      | Січ.             | Лют.             | Бер.             | Квіт.            | Трав.            | Черв.            | Лип.             | Серп.            | Вер.             | Жовт.            | Лист.            | Груд.            |                  |
| Середній максимум, °C                         | −11,96           | −6,92            | −0,73            | 9,17             | 15,94            | 20,51            | 20,58            | 19,33            | 13,55            | 7,14             | −3,69            | −11,62           |                  |
| Середня температура, °C                       | −18,38           | −13,35           | −7,17            | 2,76             | 9,52             | 14,07            | 16,32            | 15,06            | 9,28             | 2,87             | −7,95            | −15,87           |                  |
| Середній мінімум, °C                          | −24,8            | −19,78           | −13,57           | −3,67            | 3,10             | 7,66             | 12,05            | 10,79            | 5,02             | −1,4             | −12,21           | −20,15           |                  |
| Норма опадів, мм                              | 20               | 16               | 20               | 23               | 43               | 77               | 88               | 70               | 50               | 27               | 23               | 20               |                  |
| Середньомісячна швидкість вітру, м/с          | 2.81             | 3.00             | 3.30             | 3.50             | 3.50             | 3.20             | 3.02             | 3.00             | 3.20             | 3.40             | 3.18             | 2.98             |                  |
| Середньомісячна сонячна радіація, кДж/м²·день | 2719             | 6100             | 11648            | 17237            | 20751            | 21975            | 21388            | 17488            | 11394            | 6347             | 3011             | 1905             |                  |
| --------------------------------------------- | ---------------- | ---------------- | ---------------- | ---------------- | ---------------- | ---------------- | ---------------- | ---------------- | ---------------- | ---------------- | ---------------- | ---------------- | ---------------- |
| Джерело:                                      |                  |                  |                  |                  |                  |                  |                  |                  |                  |                  |                  |                  |                  |